# 664
| [ Edytuj tabelę ]          |                                                      |
| Cesarz Bizancjum           | - 641 Konstans II 668                                |
| Cesarz Chin                | - 649 Tang Gaozong 683                               |
| Król Deiry                 | - 655 Alfrid 664                                     |
| Król Essexu                | - 660 Swithelm 664 - 664 Sighere 683 - 664 Sebbi 694 |
| Król Franków w Neustrii    | - 658 Chlotar III 673                                |
| Cesarz Japonii             | - 661 Tenji 671                                      |
| Kalif                      | - 661 Mu’awija I 680                                 |
| Król Kentu                 | - 640 Earconbert 664 - 664 Egbert I 673              |
| Patriarcha Konstantynopola | - 654 Piotr 666                                      |
| Władca Korei               | - 642 Pojang 668                                     |
| Król Longobardów           | - 662 Grimoald 671                                   |
| Król Mercji                | - 658 Wulfhere 675                                   |
| Papież                     | - 657 Witalian 672                                   |
| Król Wizygotów             | - 649 Recceswint 672                                 |

Rok 664 / DCLXIV
stulecia: VI wiek ~
VII wiek ~
VIII wiek

lata: 654 «
659 «
660 «
661 «
662 «
663 «
664
» 665
» 666
» 667
» 668
» 669
» 674

## Wydarzenia
- Sebbi i Sighere współwładcami anglosaskiego królestwa Essex.
- Synod w Whitby.

## Zmarli
- 6 stycznia – Amr Ibn al-As, arabski dowódca (ur. 583).
- 7 lipca – Edelburga z Faremoutiers, anglosaska królewna i zakonnica.
- 14 lipca – Earconbert, król Kentu[1].
- 26 października – Cedd, anglosaski mnich i biskup.
- 19 grudnia – Aileran z Clonard, opat.
- Swithelm z Esseksu, król Esseksu.